# 伊藤彰彦 (映画史家)
伊藤 彰彦（いとう あきひこ、1960年 - ）は、日本の映画製作者、映画史研究家。

## 略歴
慶應義塾大学文学部国文学科卒。1998年、日本シナリオ作家協会大伴昌司賞佳作奨励賞受賞。
2015年度（平成27年度）、『映画の奈落―北陸代理戦争事件』が第37回講談社ノンフィクション賞の最終候補作となる。

## 著書
- 映画の奈落 : 北陸代理戦争事件（2014年、国書刊行会）
  - 映画の奈落 完結編 : 北陸代理戦争事件（2016年、講談社+α文庫）- 増補版
- 無冠の男 : 松方弘樹伝 -The Actor without a Crown-（2017年、講談社）- 松方弘樹との共著
- 最後の角川春樹（2021年、毎日新聞出版／2025年、完全版・河出文庫）
- 仁義なきヤクザ映画史 1910-2023（2023年8月、文藝春秋）
- なぜ80年代映画は私たちを熱狂させたのか（2024年4月、講談社+α新書）

## 映画
- 明日泣く（2011年、色川武大原作、内藤誠監督） - 脚本
- スティルライフオブメモリーズ（2018年、⽮崎仁司監督） - プロデューサー・脚本